# Bella, min Bella
Bella, min Bella er en dansk film fra 1996, skrevet og instrueret af Astrid Henning-Jensen.

## Medvirkende
- Lone Hertz
- Lars Bom
- Dejan Cukic
- Peter Steen
- Søren Byder
- Lars Simonsen
- Marie-Louise Coninck
- Claus Bue
- Tine Miehe-Renard